# Pecados y Milagros

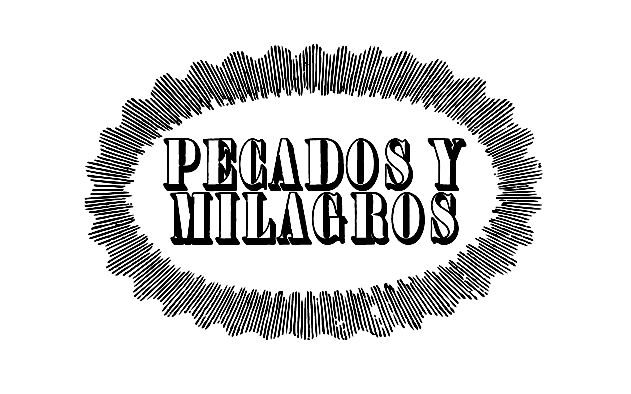
Pecados y Milagros logo.

Pecados y Milagros eller Sins and Miracles i engelskatalande länder, är den mexikansk-amerikanska sångerskan Lila Downs tredje spanskspråkiga studioalbum. Det släpptes den 18 oktober 2011. I flera länder kom den dock ut före eller efter detta datum. I USA gavs den ut den 2 november 2011.
Lilas började skriva på låtar för sin nya skiva i september 2011, och den första singeln som släpptes är "Palomo del Comalito (La Molienda)". Den släpptes 18 oktober 2011. Nästa singel blev "Pecadora" som släpptes den 2 november 2011.
Skivan är producerad av Lila Downs, Paul Cohen och Aneiro Taño. Det här albumet ska vara mer "cumbia-rock" och "dans" än hennes tidigare. Skivan har fått rätt bra kritik och många har berömt Lila för hennes nya chilena-pop stil.[källa behövs]

## Låtlista
Internationella utgåvan
| Spår | Titel                                                | Textförfattare                 | Längd |
| ---- | ---------------------------------------------------- | ------------------------------ | ----- |
| 1    | Mezcalito                                            | Lila Downs/Paul Cohen          | 4:28  |
| 2    | Tu cárcel                                            | Marco Antonio Solis            | 3:44  |
| 3    | Zapata se queda (Ft. Totó la Momposina & Celso Piña) | Lila Downs/Paul Cohen          | 4:25  |
| 4    | Vámonos                                              | José Alfredo Jiménez           | 3:32  |
| 5    | Cucurrucucú paloma                                   | Tomás Mendez                   | 4:51  |
| 6    | La reyna del inframundo                              | Lila Downs/Paul Cohen          | 3:11  |
| 7    | Fallaste corazón                                     | Cuco Sánchez                   | 4:45  |
| 8    | Solamente un día                                     | Lila Downs/Paul Cohen          | 3:43  |
| 9    | Xochipiltzahuatl                                     | Dominio Popular                | 1.13  |
| 10   | Palomo del comalito (La molienda)                    | Lila Downs/Paul Cohen          | 4:08  |
| 11   | Dios nunca muere (Con La Banda Tierra Mojada)        | Macedonio Alcalá/Julián Maqueo | 4:56  |
| 12   | Pecadora (Ft. Illya Kuryaki and The Valderramas)     | Lila Downs/Paul Cohen          | 4:08  |
| 13   | Cruz de olvido                                       | Juan Zaizar                    | 4.49  |
| 14   | Misa oaxaqueña (Ft. Banda Tierra Mojada)             | Timoteo Cruz Santos            | 3:24  |

Bonuslåtar i den mexikanska utgåvan
- "Jarabe Ejuteco"